# از هم پاشیدن بیتلز
بیتلز گروه راک انگلیسی بود که از سال ۱۹۶۰ تا ۱۹۷۰ فعالیت داشت. از سال ۱۹۶۲، اعضای گروه شامل جان لنون، پل مک‌کارتنی، جرج هریسون و رینگو استار بودند. جدایی گروه به عوامل متعددی نسبت داده می‌شود، از جمله مرگ مدیر گروه، برایان اپستاین در سال ۱۹۶۷، نارضایتی اعضای گروه از رفتار سلطه‌جویانه مک‌کارتنی، مصرف هروئین توسط لنون و رابطه‌اش با یوکو اونو، افزایش نقش ترانه‌سرایی هریسون، مشکلات شرکت اپل کورپس، پروژه گت بک (که بعداً در سال ۱۹۷۰ به بگذار باشد  تغییر نام یافت) و اختلافات مدیریتی.
در نیمه دوم دهه ۱۹۶۰، هر یک از اعضای گروه شروع به پیگیری اهداف هنری فردی خود کردند. اختلافات آن‌ها در آلبوم بیتلز (معروف به «آلبوم سفید») در سال ۱۹۶۸ آشکار شد و درگیری‌ها بر سر مسائل موسیقایی به زودی به بحث‌های تجاری آن‌ها نیز سرایت کرد. استار در جریان ضبط آلبوم سفید به مدت دو هفته گروه را ترک کرد و هریسون در تمرین‌های پروژه گت بک برای پنج روز کناره‌گیری کرد. از پاییز ۱۹۶۸، اختلاف بر سر انتخاب مدیر امور تجاری بالا گرفت؛ مک‌کارتنی وکلای سرگرمی لی ایستمن و جان ایستمن را پیشنهاد کرد، اما دیگر اعضا به نفع تاجر آلن کلاین رأی دادند.
آخرین باری که هر چهار عضو با هم ضبط کردند، جلسه ضبط ترانه «پایان» از آلبوم ابی رود در ۲۰ اوت ۱۹۶۹ بود که در همان روز میکس و ویرایش ترانه «می‌خواهم تو را (خیلی سنگین است)» نیز انجام شد. آخرین دیدار هر چهار نفر دو روز بعد در جلسه عکاسی در عمارت تیتنهورست لنون بود. در ۲۰ سپتامبر، لنون در جلسه‌ای در اپل، بدون حضور هریسون، به طور خصوصی به دیگر اعضا اطلاع داد که گروه را ترک می‌کند، هرچند برای دیگران مشخص نبود که این جدایی دائمی است یا خیر. در ۱۰ آوریل ۱۹۷۰، مک‌کارتنی در بیانیه‌ای مطبوعاتی اعلام کرد که دیگر با گروه همکاری نمی‌کند، که واکنش گسترده رسانه‌ای را برانگیخت و تنش‌ها بین او و دیگر اعضا را تشدید کرد. اختلافات حقوقی تا مدت‌ها پس از این اعلام ادامه یافت و انحلال گروه تا ۲۹ دسامبر ۱۹۷۴ رسماً انجام نشد.
شایعات درباره بازگشت کامل گروه در دهه ۱۹۷۰ ادامه داشت، اما هیچ‌گاه هر چهار عضو به طور همزمان برای همکاری گرد هم نیامدند. ترانه‌های «من بزرگ‌ترینم» از استار (۱۹۷۳) و «تمام آن سال‌ها پیش» از هریسون (۱۹۸۱) تنها آثاری هستند که سه نفر از اعضای سابق بیتلز در آن‌ها حضور دارند. پس از قتل لنون در سال ۱۹۸۰، اعضای باقی‌مانده در سال ۱۹۹۴ برای پروژه آنتولوژی دوباره گرد هم آمدند و از دموهای ناتمام لنون، «آزاد چون یک پرنده»، «عشق واقعی» و «اکنون و آینده» برای ضبط و انتشار ترانه‌های جدید به نام بیتلز استفاده کردند، هرچند ترانه آخر تا سال ۲۰۲۳ منتشر نشد.

## داستان اصلی
زمانی که جان لنون به دعوت یکی از دوستانش، برای بازدید از نمایشگاه آثار تجسمی بانویی ژاپنی، به مرکز لندن رفته بود، با یوکو اونو آشنا شد.
آن دو تا آن زمان متأهل بودند ولی جدا از همسرانشان زندگی می‌کردند. یوکو اونو هفت سال از لنون بزرگ‌تر بود. جان آن موقع (سال ۱۹۶۶) ۲۶ ساله بود و یوکو اونو ۳۳ ساله.
از همان زمان که ماجرا شروع شد، جان به حدی شیفته یوکو شده بود که در ترانه‌هایش هم به شکل مستقیم یا غیر مستقیم به او اشاره می‌کرد.
این رابطه چنان قوی شد که دیگر حضور یوکو اونو در کنار جان، باعث آزرده خاطر شدن دیگر اعضای گروه شده بود. اونو در تمام مراحل ضبط ترانه‌ها حاضر می‌شد، مدام در گوش جان زمزمه می‌کرد، در کارهای آنان دخالت می‌کرد و به آنهای توصیه‌های شاعرانه یا موسیقایی می‌کرد. کار آنها بالا گرفته بود و داشت کار بیتل‌ها را به هم می‌ریخت.
آن دو به شدت به هم وابسته شده بودند. جان عاشقانه همسرش را دوست داشت. دلش می‌خواست همیشه با او باشد، او را در کارهایش سهیم کنند و از او مشاوره بخواهد. خیلی‌ها یوکو را به دخالت در کارهای جان متهم می‌کردند و هنوز هم می‌کنند ولی بعد از اینکه یوکو در اثر تصادف اتومبیل دچار مشکل شد، جان تخت بزرگی سفارش داد تا همسرش هم در استودیو محل ضبط آخرین آلبوم بیتل‌ها با نام ابی رود در کنارش باشد.
وقتی آنها به استودیو وارد می‌شدند، سرهایی بود که از آن دو روی برمی‌گرداندند و ابروهایی بود که به خاطر بودن آنها در کنار هم، درهم می‌رفتند.

## واکنش بیتل‌ها
هیچ‌یک از دوستان نزدیک، نامزدها یا همسران بیتل‌ها در زمان ضبط کارهایشان به استودیو نمی‌آمدند و فقط در برنامه‌های رسمی یا مراسم ویژه یی که حالت مناسبی داشت، همراه آنها دیده می‌شدند. استودیو محل کار آنها بود و بیتل‌ها از اینکه شکل کارشان، استقلال و روش ویژه‌شان توسط یک بیگانه به خطر افتاده بود، ناراحت بودند. پل مک کارتنی، جرج هریسون و رینگو استار به شدت در برابر یوکو قرار گرفته بودند و نمی‌توانستند تحمل کنند همسر دوست شان در کارهای حرفه یی آنها دخالت می‌کند؛ بنابراین آنها عملاً رودرروی جان قرار گرفتند و به او گفتند حضور همسرش در جمع بیتل‌ها و دخالت‌هایش در کارهای آنها با مرام و روش بیتل‌ها سازگاری ندارد.

## واکنش مردم
مردم به حرف‌های جان واکنش نشان می‌دادند. در محافل عمومی او را مسخره می‌کردند. سرش داد می‌زدند؛ «زنت کجاست جان؟» و حرف‌های زننده دیگر. روزنامه‌ها سعی می‌کردند از روی این مسائل رد شوند ولی نفرت عمومی نسبت به حرکات یک ستاره دوست داشتنی که خودش می‌گفت دوست داشتنی نیست، یک گروه موفق را به نابودی کشاند. مردم عشق جان و یوکو را «تهوع آور» می‌خواندند و در بین این مردم، هواداران دو آتیشه بیتل‌ها هم دیده می‌شدند. نماد بارز این اعتراض‌ها هم اهدای یک دسته رز زردرنگ به یوکو توسط دختری از هواداران بیتل‌ها بود. آنها جلوی استودیو ایستاده بودند که دخترک دسته گل زردرنگ (رنگ زرد نشانه نفرت و دلخوری است) را که مملو از گل‌های تیغ دار بود به یوکو داد. یوکو بارها و بارها از او تشکر کرد ولی مردم از رفتار دوستانه او نفرت داشتند؛ بنابراین جان برای سلامت ماندن رابطه و عشقش تصمیم به جدایی از بیتل‌ها گرفت و همراه یوکو ماند تا از دوستان قدیمی اش و تقریباً با محبوبیت مردمی اش خداحافظی کند.

## و در آخر
سرانجام پل مکارتنی در سال ۱۹۷۰، و بعد از جمع‌آوری و بازسازی آلبوم بگذار باشد، از هم پاشیده شدن بیتلز را رسماً اعلام کرد و این گروه بعد از ۱۰ سال فعالیت موسیقایی از هم پاشید.

## در مورد عوامل دیگر
برایان اپستاین را می‌توان موثرترین فرد در تبدیل شدن بیتلز به یک گروه مشهور در سراسر دنیا نامید. او همچنین گروه را پیش هم نگاه می‌داشت و از همه مهم‌تر امور مالی گروه در دست او بود. وقتی اپستاین در سال ۱۹۶۷ به علت مصرف بیش از اندازه مواد مخدر از دنیا رفت، خلأئی در گروه به‌وجود آمد. جان لنون از همه به اپستاین نزدیکتر بود و از همه بیشتر تحت تأثیر مرگ او قرار گرفت. پل مکارتنی نیز که وضع آشفته گروه را می‌دید سعی کرد پروژه‌های جدید گروه را شروع کند. دیگر اعضای بیتلز از افزایش تسلط مکارتنی بر جنبه موسیقایی و نیز جنبه اقتصادی گروه آشفته و ناراحت شدند. لنون بعدها گفت که فعالیت‌های مکارتنی برای بقای گروه حیاتی بودند.
نقش برایان اپستاین به عنوان مدیر برنامه‌ها و رهبر گروه هیچگاه جایگزین نشد و به یکی از عوامل از هم پاشیده شدن بیتلز تبدیل شد.
در ابتدای کار گروه، مکارتنی و لنون خوانندگان و آهنگ نویسان اصلی گروه بودند و جرج هریسون و رینگو استار نقش‌های تکمیلی داشتند. روند کار برای هر آلبوم معمولاً این بود که مکارتنی و لنون یک ترانه برای استار می‌نوشتند تا بخواند و هریسون نیز یا یک ترانه قدیمی را بازخوانی می‌کرد یا خودش ترانه‌ای می‌نوشت و می‌خواند؛ ولی از سال ۱۹۶۵ به بعد، ترانه‌های هریسون با کیفیت تر و بهتر شدند و دیگر اعضای گروه استعداد او را در ترانه‌نویسی دیدند. هریسون به یک ترانه‌نویس قهار تبدیل شد، ولی همچنان خیلی از ترانه‌هایی که می‌نوشت توسط دیگر اعضا رد می‌شدند. هریسون آزرده شد و به یکی دیگر از عوامل از هم پاشیدن بیتلز تبدیل شد.
بعد از سال ۱۹۶۶ که بیتلز اجرای زنده را کنار گذاشتند، هر یک از اعضا به سمت سلیقه‌های متفاوت خود در موسیقی رفتند و وقتی گروه دوباره برای ضبط پیش هم جمع شدند، این تفاوت سلیقه‌ها بارز تر شد. مک‌کارتنی، بیش از بقیه تفاوت سلیقه داشت و بیشتر به دنبال سبک پاپ که هم در بریتانیا و هم در ایالات متحده محبوب بود، رفت؛ در حالیکه لنون بیشتر به سبک‌های جدید و آزمایشی و خلاقانه علاقه داشت و هریسون به سبک‌های هندی. این تفاوت سلیقه‌ها به ضبط شدن چند آهنگ انفرادی در بیتلز (آلبوم) تبدیل شد و از اتحاد گروه کاست.